# Reprezentacja Wybrzeża Kości Słoniowej w piłce siatkowej kobiet
Reprezentacja Wybrzeża Kości Słoniowej w piłce siatkowej kobiet to narodowa reprezentacja tego kraju, reprezentująca go na arenie międzynarodowej.
Największym sukcesem reprezentantek Wybrzeża Kości Słoniowej było zajęcie 8. miejsce Mistrzostw Afryki, wywalczone w 2005.

## Mistrzostwa Afryki
| Rok  | Kraj     | Miejsce      |
| ---- | -------- | ------------ |
| 1976 | Egipt    | brak udziału |
| 1985 | Tunezja  | brak udziału |
| 1987 | Maroko   | brak udziału |
| 1991 | Egipt    | brak udziału |
| 1993 | Nigeria  | brak udziału |
| 1995 | ???      | brak udziału |
| 1997 | ???      | brak udziału |
| 1999 | Nigeria  | brak udziału |
| 2001 | Nigeria  | brak udziału |
| 2003 | Kenia    | brak udziału |
| 2005 | Nigeria  | 8. miejsce   |
| 2007 | Kenia    | brak udziału |
| 2009 | Algieria | brak udziału |
| 2011 | Kenia    | brak udziału |
| 2013 | Kenia    | brak udziału |
| 2015 | Kenia    | brak udziału |
| 2017 | Kamerun  | brak udziału |
| 2019 | Egipt    | brak udziału |